# Nothosmyrnium japonicum
Nothosmyrnium japonicum là một loài thực vật có hoa trong họ Hoa tán. Loài này được Miq. mô tả khoa học đầu tiên năm 1867.